# Capitoli di Death Note

Copertina italiana del primo volume del manga

Questa è la lista dei capitoli di Death Note, manga ideato e scritto da Tsugumi Ōba e disegnato da Takeshi Obata. La storia ruota attorno allo studente Light Yagami e alla sua decisione di usare un quaderno, chiamato "Death Note", che ha il potere di uccidere le persone il cui nome venga scritto su di esso, per liberare il mondo dal male.
Il manga è stato serializzato in Giappone nel settimanale della Shūeisha Weekly Shōnen Jump a partire da dicembre 2003 fino a maggio 2006. La serie si è conclusa con un totale di 108 capitoli, raccolti in dodici volumi tankōbon, pubblicati dal 2 aprile 2004 al 4 luglio 2006. La pubblicazione dei volumi ha avuto una periodicità irregolare, variando da bimestrale a trimestrale senza uno schema fisso.
In Italia i diritti del manga sono stati acquistati dalla Planet Manga, etichetta della Panini Comics, che ha pubblicato i dodici volumi di Death Note a cadenza bimestrale dal 19 ottobre 2006 al 18 settembre 2008. I volumi sono stati in seguito ristampati svariate volte. La casa editrice ha anche pubblicato una ristampa della serie in formato 13×20, intitolata Death Note Gold, ristampata anch'essa, in versione deluxe con sovraccoperta. Proprio la versione Gold ha generato delle proteste da parte dai lettori per via di una pagina mancante nel volume 8 e di errori e imperfezioni di traduzione. La casa editrice ha risposto alle critiche con un comunicato, in cui, pur scusandosi, ha dichiarato che non avrebbe sostituito le copie incriminate, limitandosi ad allegare la pagina mancante. L'8 novembre 2012 è iniziata la pubblicazione di una ristampa a cadenza bimestrale intitolata Death Note: Black Edition, terminata il 19 settembre 2013 con il sesto volume, che raccoglie in un unico albo due volumi del manga originale.
In seguito alla scelta del titolo per il terzo capitolo, Ōba ha deciso che avrebbe usato una sola parola in giapponese per ogni episodio. Inoltre a partire dal capitolo quattro, l'autore ha ammesso di aver incominciato a "divertirsi" con i titoli, ed ha evitato di anticipare informazioni sulla trama tramite la scelta dei nomi dei capitoli.
Oltre ai volumi della serie regolare ne è stato pubblicato anche un tredicesimo intitolato Death Note 13: Guida alla lettura (デス ノート ハウ トゥー リード 13?, Death Note 13: How to Read) contenente il riassunto della storia, le schede dei personaggi e l'elenco delle strategie da loro utilizzate, la lista completa delle regole del Death Note, una doppia intervista agli autori Oba e Obata, un'intervista all'autore Oba sulle questioni irrisolte della storia, alcuni sketch comici con i protagonisti di Death Note e il one-shot con cui Oba e Obata hanno presentato per la prima volta il manga sulle pagine di Shōnen Jump.

## Lista volumi
| Nº | Titolo italiano Giapponese 「Kanji」 - Rōmaji | Data di prima pubblicazione         | Data di prima pubblicazione |
| Nº | Titolo italiano Giapponese 「Kanji」 - Rōmaji | Giapponese                          | Italiano                    |
| 1  | Noia 「退屈」 - Taikutsu | 2 febbraio 2004 ISBN 4-08-873621-4  | 19 ottobre 2006             |
| 1  | Capitoli - 001. Noia (退屈?, Taikutsu) - 002. Elle (エル?, Eru) - 003. Famiglia (家族?, Kazoku) - 004. Elettricità (電流?, Denryū) - 005. Occhi (眼球?, Gankyū) - 006. Manipolazione (操作?, Sōsa) - 007. Bersaglio (標的?, Hyōteki) |                                     |                             |
| 1  | Trama Light Yagami, un brillante liceale, trova a terra un quaderno chiamato "Death Note" con all'interno delle istruzioni che spiegano che l'oggetto è in grado di uccidere chiunque il cui nome venga scritto su di esso. Schifato dalla violenza della società, Light decide di usare il quaderno per uccidere i criminali e creare un mondo migliore su cui regnare come un dio. Egli riceve così la visita del dio della morte Ryuk, che spiega di essere il proprietario del Death Note e di averlo lasciato cadere nel mondo degli umani perché si annoiava. Ryuk permette al ragazzo di tenere l'oggetto ma chiarisce di dover rimanere appresso al giovane finché lo userà. Il crescente numero di criminali morti per arresto cardiaco incuriosisce i media, che cominciano a rivolgersi al misterioso assassino con il nome di "Kira" (キラ? lett. "killer"), e l'Interpol, che decide di chiedere l'aiuto di un misterioso detective dalle abilità eccezionali, noto come Elle. Egli scopre, grazie a un abile stratagemma, che Kira opera in Giappone e chiede di collaborare con la polizia giapponese, di cui fa parte anche il padre di Light, Soichiro Yagami. Light viene quindi a sapere delle indagini sul conto di Kira e riesce ad infiltrarsi nel database della polizia con le credenziali di suo padre. Elle intuisce che ci possa essere una fuga di informazioni e chiede all'FBI di investigare su tutti i membri coinvolti nel caso Kira e sulle loro famiglie. Light scopre di essere pedinato e ricorre in modo creativo al Death Note per scoprire il nome dell'agente che lo segue. |                                     |                             |
| 2  | Confluenza 「合流」 - Gōryū | 2 luglio 2004 ISBN 4-08-873631-1    | 21 dicembre 2006            |
| 2  | Capitoli - 008. Donna (女?, Onna) - 009. Buchi (穴?, Ana) - 010. Confluenza (合流?, Gōryū) - 011. Uno (一?, Hitotsu) - 012. Dio (神?, Kami) - 013. Countdown (秒読?, Byōyomi) - 014. Adescamento (誘惑?, Yūwaku) - 015. Telefonata (電話?, Denwa) - 016. Verticale (逆立?, Sakadachi) |                                     |                             |
| 2  | Trama Venuto a conoscenza del nome e del volto di Raye Pember, l'agente incaricato di pedinare la sua famiglia, Light lo porta ad uccidere inconsapevolemente con il Death Note tutti gli altri agenti dell'FBI arrivati in Giappone, prima di ucciderlo allo stesso modo. Quando si diffonde la notizia della morte di tutti gli agenti speciali, solo Soichiro Yagami e altri quattro poliziotti decidono di rimanere coinvolti nelle indagini. Elle decide quindi di presentarsi a loro e di collaborare direttamente. Mentre i membri della task force sono riuniti in albergo per discutere del caso Kira, Light raggiunge la stazione di polizia, credendo di trovarvi il padre e imbattendosi invece nella fidanzata di Raye Pember, Naomi Misora, che desidera condividere con il gruppo di indagine quello che ha intuito dalla morte del compagno sui poteri del serial killer. Poiché la stazione è deserta, Light si presenta alla donna e apprende che ella ha intuito della possibilità di Kira di uccidere in modo diverso dall'arresto cardiaco e di controllare le azioni delle vittime prima della loro morte. Light riconosce in lei una potenziale minaccia per il suo operato e la convince quindi a dirgli il suo vero nome da scrivere sul Death Note, facendole commettere suicidio. Nel frattempo Elle ripercorre le azioni degli agenti prima della loro morte e nota uno strano comportamento da parte di Raye Pember. Collegando il fatto con la notizia della scomparsa di Naomi, comincia a sospettare che Kira possa essere collegato ad una delle due famiglie indagate da Raye. Decide quindi di installare delle telecamere e cimici all'interno delle loro case, ma Light si accorge subito della loro presenza e convince Ryuk ad indicargli dove si trovano. |                                     |                             |
| 3  | Corsa intensa 「激走」 - Gekisō | 3 settembre 2004 ISBN 4-08-873652-4 | 22 febbraio 2007            |
| 3  | Capitoli - 017. Pattume (芥?, Gomi) - 018. Sguardo (視線?, Shisen) - 019. Umiliazione (屈辱?, Kutsujoku) - 020. Iniziativa (先手?, Sente) - 021. Intuizione (裏腹?, Urahara) - 022. Disgrazia (不幸?, Fukō) - 023. Corsa (激走?, Gekisō) - 024. Scudo (盾?, Tate) - 025. Stupido (馬鹿?, Baka) |                                     |                             |
| 3  | Trama Per poter continuare il suo operato anche sotto il controllo delle telecamere, Light nasconde un mini televisore in un pacchetto di patatine, riuscendo a vedere in volto i criminali e a scrivere il loro nome sul Death Note mentre sembra che stia studiando. Elle è dunque costretto a rimuovere le cimici ma il comportamento di Light gli induce comunque dei sospetti. Al momento dell'insediamento di Light all'università, decide quindi di rivelarsi di persona a quest'ultimo per studiare la sua reazione. Il detective confessa allo studente di sospettare che egli sia Kira e Light decide di allearsi con Elle per provargli la sua innocenza. Successivamente l'emittente televisiva Sakura TV manda in onda un messaggio di Kira, in cui afferma di averne abbastanza dei conduttori televisivi che gli sono contro, e, durante la trasmissione, i commentatori muoiono uno dopo l'altro in diretta tv. Soichiro riesce a sfondare l'ingresso della sede di Sakura TV con un veicolo blindato e ad interrompere la trasmissione, confiscando le cassette. Elle crede di trovarsi di fronte ad un secondo Kira e chiede l'aiuto di Light per risolvere il caso. Intanto il giovane capisce di aver trovato un potenziale alleato e che il nuovo Kira ha ottenuto gli occhi del dio della morte, permettendogli di vedere il nome e la speranza di vita di chiunque semplicemente guardandolo in volto. |                                     |                             |
| 4  | Amore 「愛」 - Ai | 11 novembre 2004 ISBN 4-08-873671-0 | 19 aprile 2007              |
| 4  | Capitoli - 026. Rovesciamento (転倒?, Tentō) - 027. Amore (恋心?, Koigokoro) - 028. Giudizio (判定?, Hantei) - 029. Arma (武器?, Buki) - 030. Bomba (爆弾?, Bakudan) - 031. Facile (簡単?, Kantan) - 032. Scommessa (賭?, Kake) - 033. Trasferimento (移動?, Idō) - 034. Isolamento (投身?, Tōshin) |                                     |                             |
| 4  | Trama Light accetta di entrare nel gruppo di indagine con l'obiettivo di trovare il secondo Kira prima di Elle. Questi chiede al giovane di scrivere un messaggio nello stile di Kira per far uscire il secondo allo scoperto. Il nuovo Kira, una idol molto popolare di nome Misa Amane, risponde al messaggio dicendo che avrebbe incontrato Kira nel posto da lei specificato. L'agente Tota Matsuda e Light si recano sul posto nel giorno dell'appuntamento per investigare e Misa scopre che il giovane è Kira per il fatto che gli occhi del dio della morte non sono in grado di vedere la speranza di vita di un proprietario del Death Note. La ragazza decide di non farsi riconoscere, ma successivamente si reca a casa di Light confessando di essere il secondo Kira e di volerlo aiutare nella sua missione. Dal momento che Misa è innamorata di lui, Light decide di sfruttare la ragazza e l'aiuto che gli può dare per i suoi scopi, ma le chiede di mantenere segreta la loro relazione. Qualche giorno dopo Misa incontra Light ed Elle all'università, vedendo il vero nome del detective, ma prima di poterlo rivelare all'amante, Elle fa arrestare Misa con l'accusa di essere il secondo Kira. La dea della morte della ragazza, Rem, la convince ad abbandonare il Death Note, privandola dei ricordi sull'uso del quaderno, e costringe Light a salvarla. Lo studente cede quindi il suo Death Note a Ryuk e si costituisce a Elle, chiedendo di essere imprigionato dal momento che sospetta di poter essere Kira. |                                     |                             |
| 5  | Carta bianca 「白紙」 - Hakushi | 4 febbraio 2005 ISBN 4-08-873774-1  | 21 giugno 2007              |
| 5  | Capitoli - 035. Rimozione (白紙?, Hakushi) - 036. Padre (親子?, Oyako) - 037. Ottetto (八人?, Hachinin) - 038. Shock (打撃?, Dageki) - 039. Separazione (離別?, Ribetsu) - 040. Amici (仲間?, Nakama) - 041. Matsuda (松田?, Matsuda) - 042. Paradiso (天国?, Tengoku) - 043. Nero (黒?, Kuro) |                                     |                             |
| 5  | Trama Dopo una settimana di reclusione Light fa capire a Ryuk di voler rinunciare al possesso del Death Note e perde memoria di aver mai usato il quaderno. Dopo un periodo di inattività, la stampa informa che Kira è ancora impegnato a uccidere criminali, ed Elle decide di liberare Light e Misa, ma si ammanetta al giovane per tenerlo d'occhio. Le indagini si spostano su un nuovo Kira che sembra collegato alla Yotsuba Corporation. Matsuda riesce ad origliare una delle riunioni del consiglio di amministrazione della società ma, proprio quando sente che uno dei membri è Kira, viene scoperto. Si finge allora il manager di Misa e, con la scusa di proporre la sua assistita come testimonial dell'azienda, finge la propria morte alla festa per la celebrazione dell'accordo, mettendosi in salvo. Elle chiede l'intervento di una coppia di ladri professionisti conosciuti anni prima: Wedy, che installa delle telecamere nella sede della Yotsuba, e Aiber, che per scoprire di più sul conto dei suoi membri si finge il detective assoldato dalla Yotsuba per scoprire l'identità di Elle. |                                     |                             |
| 6  | Scambio 「交換」 - Kōkan | 4 aprile 2005 ISBN 4-08-873795-4    | 23 agosto 2007              |
| 6  | Capitoli - 044. Successore (後継?, Atotsugi) - 045. Assurdo (無茶?, Mucha) - 046. Inadatto (不向?, Fumuki) - 047. Intromissione (先走?, Sakibashiri) - 048. Scambio (交換?, Kōkan) - 049. Vaso (植木?, Ueki) - 050. Yotsuba (四葉?, Yotsuba) - 051. Equivoco (誤認?, Gonin) - 052. Culmine (寸止?, Sundome) |                                     |                             |
| 6  | Trama Aiber cerca di far seguire alla Yotsuba i piani di Elle per smascherare Kira, mentre un membro del consiglio viene contattato da Elle per chiedere un aiuto contro Kira in cambio dell'assoluzione. Seguendo le istruzioni di Elle, Misa fa credere alla Yotsuba di avere informazioni su di lui ma viene avvicinata da Rem che le spiega i fatti dimenticati e le fa capire che Kira è Kyosuke Higuchi. Misa entra allora in intimità con lui rivelandosi come secondo Kira, per farlo smettere di uccidere i criminali e per estorcergli le prove che egli è Kira. Al quartier generale, Elle, Light e gli altri organizzano un piano per smascherare Higuchi, con l'aiuto anche degli altri membri della Yotsuba, mandando Matsuda alla Sakura TV dove dovrà rivelare il nome di Kira. Higuchi cade nella trappola e cerca in tutti i modi di scoprire il nome di Matsuda per ucciderlo. Tuttavia, grazie all'intervento degli altri membri della polizia, viene braccato. |                                     |                             |
| 7  | Zero 「零」 - Zero | 4 luglio 2005 ISBN 4-08-873830-6    | 18 ottobre 2007             |
| 7  | Capitoli - 053. Grida (悲鳴?, Himei) - 054. Dentro (中?, Naka) - 055. Creazione (創造?, Sōzō) - 056. Abbraccio (抱擁?, Hōyō) - 057. Bivio (二択?, Nitaku) - 058. Segreto (胸中?, Kyōchū) - 059. Zero (零?, Zero) - 060. Sequestro (誘拐?, Yūkai) - 061. Secondo (二番?, Niban) |                                     |                             |
| 7  | Trama Higuchi consegna il quaderno ai membri del quartier generale, che sono ora in grado di vedere Rem. Toccando il quaderno, Light riacquista la memoria, come aveva pianificato. Egli aveva infatti calcolato tutto, dicendo a Rem di consegnare il quaderno a un individuo bramoso e di fargli uccidere criminali, mentre Light sotterrava il quaderno di Ryuk tenendo un foglietto nell'orologio. Con quel brandello nascosto, Light uccide Higuchi e diviene proprietario del quaderno. Al quartier generale, Elle e gli altri sono ingannati dalla falsa regola fatta scrivere da Light a Ryuk secondo la quale si muore se non si utilizza il Death Note per tredici giorni. Scagionati da ogni accusa, Light fa recuperare a Misa l'altro quaderno e le dice di uccidere i criminali. Per salvare Misa dai sospetti, Rem scrive i nomi di Elle e del suo braccio destro Watari sul quaderno, morendo però anche lei. Ormai privo di ostacoli, Light prende il comando del quartier generale spacciandosi per Elle, ed elimina Aiber, Wedy ed i superstiti della Yotsuba. Tornato ad essere Kira, Light va a convivere con Misa. Nell'orfanotrofio di Watari, Near e Mello vengono informati della morte di Elle, e Near ne diventa il successore. 5 anni dopo, Near fonda con la CIA e l'FBI la SPK per occuparsi di Kira e recuperare il quaderno dalla polizia giapponese. Mello, ora in un'organizzazione mafiosa, sequestra il capo della polizia in cambio del quaderno, ma questi si suicida. Rapisce allora Sayu Yagami, sorella di Light. |                                     |                             |
| 8  | Marchio 「的」 - Mato | 2 settembre 2005 ISBN 4-08-873852-7 | 20 dicembre 2007            |
| 8  | Capitoli - 062. Decisione (決断?, Ketsudan) - 063. Bersaglio (的?, Mato) - 064. 90° (直角?, Chokkaku) - 065. Responsabilità (責任?, Sekinin) - 066. Decessi (死亡?, Shibō) - 067. Pulsante (釦?, Botan) - 068. Scoperta (発見?, Hakken) - 069. Volo (飛翔?, Hishō) - 070. Brividi (身震?, Miburui) |                                     |                             |
| 8  | Trama Soichiro parte per Los Angeles per scambiare il quaderno con Sayu, mentre Near dice a Light di sapere che il vero Elle è morto. I due si scambiano informazioni per sfruttarsi a vicenda ma Light non gli rivela i dettagli importanti. Il piano di Mello è però più efficace del previsto e riesce ad ottenere il quaderno eludendo sia Elle che Near. Dopo aver eliminato membri della mafia e dell'SPK, Mello ricatta il presidente degli Stati Uniti, che è dunque costretto a chiedere aiuto ad Elle. Quando Misa scopre l'identità del possessore del quaderno, Light lo manovra facendosi rivelare l'ubicazione del nascondiglio e invia poi un corpo speciale per arrestare la banda. Tuttavia Shidoh, il dio della morte a cui Ryuk aveva sottratto il quaderno, raggiunge il possessore del quaderno che fa lo scambio degli occhi su indicazione di Mello. Con l'aiuto di Shidoh, la banda stermina il corpo speciale e telefona al presidente, che si è però suicidato. |                                     |                             |
| 9  | Contatto 「接触」 - Sesshoku | 12 dicembre 2005 ISBN 4-08-873887-X | 21 febbraio 2008            |
| 9  | Capitoli - 071. Contatto (接触?, Sesshoku) - 072. Conferma (確認?, Kakunin) - 073. Intrappolati (背水?, Haisui) - 074. Recita (熱演?, Netsuen) - 075. Riconoscimento (認知?, Ninchi) - 076. Saluto (挨拶?, Aisatsu) - 077. Usare (利用?, Riyō) - 078. Previsione (予測?, Yosoku) - 079. Spudorato (白々?, Shirajira) |                                     |                             |
| 9  | Trama Light ordisce un piano con Misa e Ryuk. Il quartier generale viene così contattato da Kira che propone un'alleanza inviando loro il proprio quaderno e assicurandogli di eliminare la banda di Mello per riprendersi quello rubato. Ryuk convince Shidoh a non intervenire e a lasciare che i mafiosi vengano eliminati. Dopo che Soichiro ottiene gli occhi del dio della morte, il quartier generale assale il covo, mentre i mafiosi muoiono per effetto di Kira. Soichiro rivela il vero nome di Mello ma si rifiuta di ucciderlo ed è mortalmente ferito in una sparatoria. Mello fugge facendo esplodere il covo. Intanto, l'America si arrende a Kira, mentre le masse lo ergono a Dio. Near sospetta che Elle sia Kira e viene poi raggiunto da Mello che gli comunica che la regola dei tredici giorni è falsa e che gli dei della morte esistono. Mello contatta il poliziotto Mogi e lo manda da Near affinché possano ottenere indizi su Elle. Tuttavia, come pianificato da Light, Misa contatta la Sakura TV, che fa assaltare ai sostenitori di Kira la sede dell'SPK, ormai fuorilegge. |                                     |                             |
| 10 | Cancellazione 「削除」 - Sakujo | 3 febbraio 2006 ISBN 4-08-874018-1  | 10 aprile 2008              |
| 10 | Capitoli - 080. Pulizia (掃除?, Sōji) - 081. Avvertimento (通告?, Tsūkoku) - 082. Iniziativa (自分?, Jibun) - 083. Eliminazione (削除?, Sakujo) - 084. Casualità (偶然?, Gūzen) - 085. Elezione (当選?, Tōsen) - 086. Giappone (日本?, Nihon) - 087. Domani (明日?, Ashita) - 088. Conversazione (会話?, Kaiwa) |                                     |                             |
| 10 | Trama L'SPK distrae i rivoltosi facendo piovere denaro e fugge, avendo una prova in più che Elle sia Kira. Per far crescere i dubbi dei membri del quartier generale su Light, Near finge che Mogi sia stato ucciso. Aizawa si decide dunque ad andare da Near per consultarsi dei dubbi che Elle aveva su Light e Misa. Near indica a Mello quanto scoperto, così che possano indagare in due. Light è costretto a far rinunciare Misa al quaderno e lo spedisce a Teru Mikami, un sostenitore di Kira. Ad eccezione di Matsuda, il quartier generale comincia a tener d'occhio sia Light che Misa. Quando il nuovo Kira sceglie come sua portavoce Kiyomi Takada, ex-ragazza di Light, il quartier generale torna in Giappone per risalire a Kira, seguiti da Near e Mello. Avvicinatosi a Takada, Light riesce a farsi notare da Mikami e a dargli direttive, di nascosto agli altri. |                                     |                             |
| 11 | Concentrico 「同心」 - Dōshin | 2 maggio 2006 ISBN 4-08-874041-6    | 19 giugno 2008              |
| 11 | Capitoli - 089. Sintonia (同心?, Dōshin) - 090. Avvertimento (予告?, Yokoku) - 091. Interruzione (停止?, Teishi) - 092. Notte (夜?, Yoru) - 093. Decisione (決定?, Kettei) - 094. Fuori (外?, Soto) - 095. Soddisfacente (納得?, Nattoku) - 096. Simultaneamente (一方?, Ippō) - 097. Preparativi (色々?, Iroiro) - 098. Tutti (全員?, Zen'in) |                                     |                             |
| 11 | Trama Near va in Giappone e informa Elle di voler avvicinare Takada, Light rivela di averlo già fatto, anticipando le sue mosse per guadagnarsi la fiducia dei propri uomini. Sia Near che Light comprendono che la loro sfida avrà termine quando Near coglierà Light scrivere un nome sul quaderno. Tramite Takada, Light ordina a Mikami di mandarle alcuni fogli del Death Note mentre il nuovo Kira continua l'opera su un quaderno falso appositamente preparato per ingannare Near. Ora è dunque Takada a giustiziare i criminali, mentre Near risale a Mikami e gli sostituisce il quaderno. Accortosene, Mikami lo fa sapere a Light. Aizawa scopre che Light e Takada comunicano per iscritto all'insaputa di tutti ma Near, conscio di ciò, lo invita a non intromettersi nel piano. Mogi e Misa accettano di venir segregati da Near, il quale dà appuntamento a Light per la resa dei conti in cui dimostrerà che Elle è Kira. Takada avvisa così Mikami ma viene rapita da Mello. |                                     |                             |
| 12 | Fine 「完」 - Kan | 4 luglio 2006 ISBN 4-08-874131-5    | 18 settembre 2008           |
| 12 | Capitoli - 099. Due (二人?, Futari) - 100. Incontro (対面?, Taimen) - 101. Induzione (誘導?, Yūdō) - 102. Sopportazione (我慢?, Gaman) - 103. Dichiarazione (宣言?, Sengen) - 104. Risposta (答?, Kotae) - 105. Impossibile (無理?, Muri) - 106. Tentativo (殺意?, Satsui) - 107. Sipario (幕?, Maku) - 108. Fine (完?, Kan) |                                     |                             |
| 12 | Trama Con un foglio del quaderno, Takada uccide Mello ma Light la fa suicidare per distruggere le prove. Tre giorni dopo, Near, Light e le rispettive squadre s'incontrano per il faccia a faccia. Near li informa che a breve saranno raggiunti da Mikami, il quale scriverà i loro nomi sul vero quaderno tenuto nascosto finora, ad eccezione del nome di Light. Così accade e Light si proclama vincitore. Tuttavia nessuno muore e Near spiega che, dopo il rapimento di Takada, Mikami ha recuperato il vero quaderno per ucciderla ignaro delle azioni di Light, e che l'SPK ne ha approfittato per sostituire anche quel quaderno. Colto in flagrante, Light confessa di essere Kira e tenta di uccidere Near ma viene fermato da Matsuda e gli altri. Impazzito, chiede aiuto a Ryuk, il quale però lo uccide per riprendersi il quaderno. Un anno dopo il mondo è tornato alla normalità. Near, ora Elle, contatta Aizawa e gli altri poliziotti per condividere un caso. La serie si chiude con sostenitori di Kira che ancora lo invocano. |                                     |                             |

## Speciale
| Nº | Titolo italiano Giapponese 「Kanji」 - Rōmaji | Data di prima pubblicazione        | Data di prima pubblicazione          |
| Nº | Titolo italiano Giapponese 「Kanji」 - Rōmaji | Giapponese                         | Italiano                             |
| 13 | Guida alla lettura 「How to read」 | 13 ottobre 2006 ISBN 4-08-874095-5 | 18 dicembre 2008 ISBN 978-8863469028 |
| 13 | Capitoli - How to Read -Character- - How to Think -Tsugumi Ohba- - How to Read -Story- - How to Draw -Takeshi Obata- - How to Read -Rule & Trick- - How to Create -Tsugumi Ohba e Takeshi Obata- - How to Play -Gli appunti in libertà di Ryuk- - Strip Scarabocchiate e altro - Capitolo 0 |                                    |                                      |

## Short Stories
| Nº   | Titolo italiano Giapponese 「Kanji」 - Rōmaji | Data di prima pubblicazione            | Data di prima pubblicazione        |
| Nº   | Titolo italiano Giapponese 「Kanji」 - Rōmaji | Giapponese                             | Italiano                           |
| (14) | Death Note: Short Stories 「DEATH NOTE短編集」 - DEATH NOTE Tanhenshū | 4 febbraio 2021 ISBN 978-4-08-882573-1 | 5 ottobre 2023 ISBN 978-8828756125 |
| (14) | Capitoli - (Cキラ編?, Shī Kira hen) - (aキラ編?, Ē Kira hen) - (DEATH NOTEにラクガキ４コマ?, Desu Nōto ni rakugaki 4-koma) - (L―One Day?, Eru - Wan Dei) - (L―The Wammy's House?, Eru - Za Waimīzu Hausu) - (鏡太郎編?, Kagami Tarō hen) |                                        |                                    |